# مایکل جولیان جانسون
مایکل جولیان جانسون (انگلیسی: Michael Johnson؛ زادهٔ ۴ ژوئن ۱۹۸۶) ورزشکار هنرهای رزمی ترکیبی اهل ایالات متحده آمریکا است. وی از سال ۲۰۰۸ میلادی تاکنون مشغول فعالیت بوده‌است.